# Harold Kitching
Harold Edward Kitching (* 31. August 1885 in Great Ayton; † 18. August 1980 ebenda) war ein britischer Ruderer.

## Karriere
Kitching wurde 1885 in Great Ayton als Sohn eines wohlhabenden Eisengießers geboren. Er besuchte zunächst die Uppingham School in der Grafschaft Rutland und anschließend die Trinity Hall der University of Cambridge.
1908 triumphierte er mit der Mannschaft der University of Cambridge im Boat Race gegen Oxford. Wenige Monate später nahm er an den Olympischen Spielen in London teil und gewann mit dem Achter die Bronzemedaille.
Im folgenden Jahr trat er erneut im Boat Race für Cambridge an, musste sich diesmal jedoch Oxford geschlagen geben.
Kurz nach Beginn des Ersten Weltkriegs trat Kitching 1914 als Second Lieutenant der Durham Light Infantry in die British Army ein. Während des Krieges wurde er zweimal mentioned in dispatches und als Member des Order of the British Empire (MBE) ausgezeichnet. Er stieg 1925 zum Lieutenant-Colonel und schließlich zum Brevet-Colonel auf. 1930 schied er aus dem aktiven Militärdienst aus, blieb aber bis 1949 Reserveoffizier und amtierte von 1936 bis 1947 als Honorary Colonel des 54th Searchlight Regiment, Royal Artillery (Durham Light Infantry).
1935 wurde er als Officer des Order of St. John (OStJ) ausgezeichnet. Er übernahm mehrere öffentliche Ämter: Von 1941 bis 1942 amtierte er als High Sheriff von Durham, ab 1945 war er Deputy Lieutenant für Durham und ab 1948 auch für das North Riding of Yorkshire.
Nach dem Ersten Weltkrieg hatte Kitching das Gut Elmwood in Hartburn bei Stockton-on-Tees im County Durham erworben und betätigte sich dort als Landwirt und Züchter von Holstein-Rindern. Zudem war er Direktor der Unternehmen Cleveland Water und Cleveland Gas. Darüber hinaus engagierte er sich ehrenamtlich als Vorsitzender des Cleveland Hunt sowie der Cleveland-Niederlassung des Council for the Preservation of Rural England.
Sein Sohn Alfred fiel 1943 im Zweiten Weltkrieg.